# Bryobium eriaeoides
Bryobium eriaeoides är en orkidéart som först beskrevs av Frederick Manson Bailey, och fick sitt nu gällande namn av Mark Alwin Clements och David Lloyd Jones. Bryobium eriaeoides ingår i släktet Bryobium och familjen orkidéer. Inga underarter finns listade i Catalogue of Life.